# Armășești
Armășești is een Roemeense gemeente in het district Ialomița.
Armășești telt 2725 inwoners.